# Toxic Holocaust
Toxic Holocaust (с англ. — «Токсический Холокост») — американская трэш-метал-группа, основанная в Портленде в 1999 году.

## История
Джоэл Гринд основал Toxic Holocaust в 1999 году. Изначально он сам написал и записал всю музыку группы, а после нескольких демо-релизов (Radiation Sickness (1999) и Critical Mass (2002)) дебютировал с официальным альбомом Evil Never Dies (2003). Два года спустя, после тура с концертными музыкантами, Гринд выпустил второй альбом Hell on Earth (2005), который он снова самостоятельно написал и записал. В частности, обложка альбома выполнена Эдом Репкой, известным создателем культовых обложек для альбомов Megadeth, Death и других групп. Затем последовали обширные гастроли и контракт на запись с Relapse Records. В дополнение к выпуску третьего альбома An Overdose of Death… (2008), Relapse переиздали Evil Never Dies и Hell on Earth. Toxic Holocaust также записали и выпустили ряд других записей: мини-альбом Gravelord (2009) и полноформатные Conjure and Command (2011) и Chemistry of Consciousness (2013). В 2019 году Джоэл Гринд подписал контракт с Entertainment One Music и выпустил Primal Future: 2019 в том же году. Были запланированы туры в поддержку альбома, но их пришлось остановить из-за распространения вируса COVID-19.

## Состав
Текущий состав
- Джоэл Гринд — вокал (1999–2008 гг.), бас-гитара (1999–2008 гг., 2015–настоящее время), гитары (1999–2015 гг.), ударные (1999–2008 гг.)
- Тайлер Беккер — ударные (2018–настоящее время)
- Роберт Грей — гитары, бэк-вокал (2019–настоящее время)

Концертные музыканты
- Чарли Беллмор — гитары, бэк-вокал (2015–2018)

Бывшие участники
- Эл Позишн — ударные (2008–2009)
- Фил Зеллер — бас-гитара, бэк-вокал (2008–2015)
- Ник Беллмор — ударные (2009–2018)
- Эрик Эйзенхауэр — гитары, бэк-вокал (2018–2019)

## Дискография

### Студийные альбомы
- Evil Never Dies (2003)
- Hell on Earth (2005)
- An Overdose of Death… (2008)
- Conjure and Command (2011)
- Chemistry of Consciousness (2013)
- Primal Future: 2019 (2019)

### Мини-альбомы
- Death Master (2003)
- Power from Hell (2004)
- Reaper's Grave (2006)
- Gravelord (2009)

### Демо
- Radiation Sickness (1999)
- Critical Mass (2002)
- Promo 2004 (2004)
- Demo 2007 (2008)

### Концертные и видео-альбомы
- Only Deaf is Real (2007)
- Brazilian Slaughter 2006 (2008)

### Компиляции
- Toxic Thrash Metal (2004)
- From the Ashes of Nuclear Destruction (2013)

### Сплиты
- Toxic Holocaust / Oprichniki (2001)
- Implements of Mass Destruction / Nuclear Apocalypse:666 (2002)
- Outbreak of Evil (2004)
- Thrashbeast from Hell (2004)
- Blasphemy, Mayhem, War (2005)
- Don't Burn the Witch... (2006)
- Speed n' Spikes Volume 1 (2008)
- Toxic Holocaust / Inepsy (2010)
- Toxic Holocaust / Midnight (2011)
- Toxic Waste (with Municipal Waste) (2012)